# Aartsbisdom Mombasa

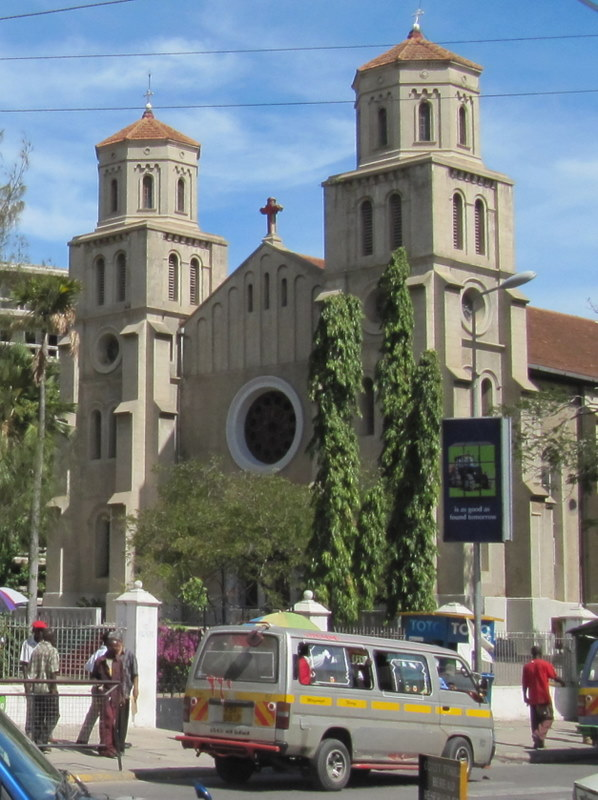
De Heilige Geestkathedraal (Mombassa)

Het aartsbisdom Mombasa (Latijn: Archidioecesis Mombasaensis) is een rooms-katholiek aartsbisdom in Kenia. Kenia is verdeeld in vier kerkprovincies waarvan Mombasa er een is. Mombasa werd een bisdom in 1964 en een aartsbisdom in 1990. De huidige aartsbisschop is Martin Kivuva Musonde.
In het aartsbisdom woonden in 2019 2.576.000 mensen waarvan 14,6% rooms-katholiek was. Het aartsbisdom heeft een oppervlakte van 38.000 km² en is verdeeld over 57 parochies.

## Suffragane bisdommen
- Bisdom Garissa
- Bisdom Malindi

## Lijst van aartsbisschoppen
- John Njenga (1990-2005)
- Boniface Lele (2005-2013)
- Martin Kivuva Musonde (2014-)